# Première Ligue de Soccer du Québec 2014
La Première Ligue de Soccer du Québec 2014 è stata la terza edizione della Première Ligue de Soccer du Québec. Rispetto alla stagione precedente il campionato è sceso da sette a sei squadre, a causa della mancata iscrizione di Boisbriand, Brossard e Saint-Léonard e alla adesione di Longueuil e Montréal-Nord.

## Formula
Il campionato è composto da 6 squadre, ognuna delle quali incontra le altre quattro volte. La squadra che ottiene più punti al termine della stagione regolare viene dichiarata campione. Non esiste un meccanismo di promozioni e retrocessioni con altri campionati. Al termine del campionato viene disputata anche una coppa di lega.
La squadra vincitrice del campionato gioca la Coppa Interprovinciale contro la vincitrice della League1 Ontario 2014.

## Partecipanti
| Squadra                 | Città      | Regione     | Stadio                   |
| ----------------------- | ---------- | ----------- | ------------------------ |
| Blainville              | Blainville | Laurentides | Stade du Parc Blainville |
| Gatineau                | Gatineau   | Outaouais   | Mont-Bleu                |
| L'Assomption-Lanaudière | Terrebonne | Lanaudière  | Stade André-Courcelles   |
| Longueuil               | Longueuil  | Montérégie  | Centre Multi Sport 1     |
| ACP Montréal-Nord       | Montréal   | Montréal    | Parc Saint-Laurent       |
| Mont-Royal Outremont    | Mont-Royal | Montréal    | Rec de Mont-Royal        |

## Classifica
|  | Pos. | Squadra                 | Pt | G  | V  | N | P  | GF | GS | DR  |
|  | ---- | ----------------------- | -- | -- | -- | - | -- | -- | -- | --- |
|  | 1.   | Longueuil               | 39 | 20 | 10 | 9 | 1  | 49 | 23 | +26 |
|  | 2.   | Gatineau                | 33 | 20 | 8  | 9 | 3  | 34 | 23 | +11 |
|  | 3.   | Mont-Royal Outremont    | 32 | 20 | 9  | 5 | 6  | 48 | 34 | +14 |
|  | 4.   | L'Assomption-Lanaudière | 27 | 20 | 8  | 3 | 9  | 35 | 42 | -7  |
|  | 5.   | Blainville              | 15 | 20 | 4  | 3 | 13 | 37 | 51 | -14 |
|  | 6.   | Montréal-Nord(-2)       | 15 | 20 | 4  | 5 | 11 | 26 | 56 | -30 |

Note:
ACP Montréal-Nord due sconfitte a tavolino per forfait e relativi 2 punti di penalizzazione.

## Coppa di Lega
Sono ammessi direttamente alle semifinali il Mont-Royal Outremont (campione dell'edizione 2013) e il Blainville (per sorteggio).
|  | Primo turno             | Primo turno | Primo turno |  |           | Semifinali           | Semifinali | Semifinali |  |          | Finale    | Finale |
|  |                         |             |             |  |           |                      |            |            |  |          |           |        |
|  |                         |             |             |  |           | Blainville           | 0          | 0          |  |          |           |        |
|  |                         |             |             |  |           | Blainville           | 0          | 0          |  |          |           |        |
|  |                         |             |             |  |           | Gatineau             | 3          | 2          |  |          |           |        |
|  | Montréal-Nord           | 0           | 1           |  |           | Gatineau             | 3          | 2          |  |          |           |        |
|  | Montréal-Nord           | 0           | 1           |  |           |                      |            |            |  |          |           |        |
|  | Gatineau                | 1           | 1           |  |           |                      |            |            |  |          |           |        |
|  | Gatineau                | 1           | 1           |  |           |                      |            |            |  | Gatineau | 1         |        |
|  |                         |             |             |  |           |                      |            |            |  | Gatineau | 1         |        |
|  |                         |             |             |  |           |                      |            |            |  |          | Longueuil | 0      |
|  | L'Assomption-Lanaudière | 0           | 2           |  |           |                      |            |            |  |          | Longueuil | 0      |
|  | L'Assomption-Lanaudière | 0           | 2           |  |           |                      |            |            |  |          |           |        |
|  | Longueuil               | 3           | 3           |  |           |                      |            |            |  |          |           |        |
|  | Longueuil               | 3           | 3           |  | Longueuil | 2                    | 3          |            |  |          |           |        |
|  |                         |             |             |  | Longueuil | 2                    | 3          |            |  |          |           |        |
|  |                         |             |             |  |           | Mont-Royal Outremont | 3          | 1          |  |          |           |        |
|  |                         |             |             |  |           | Mont-Royal Outremont | 3          | 1          |  |          |           |        |

## Statistiche

### Squadre

#### Primati stagionali
Squadre
- Maggior numero di vittorie: Longueuil (10)
- Maggior numero di pareggi: Gatineau,Longueuil (9)
- Maggior numero di sconfitte: Blainville (13)
- Minor numero di vittorie: Blainville, Montréal-Nord (4)
- Minor numero di pareggi: L'Assomption-Lanaudière, Blainville (3)
- Minor numero di sconfitte: Longueuil (1)
- Miglior attacco: Longueuil (49 gol fatti)
- Peggior attacco: Montréal-Nord (26 gol fatto)
- Miglior difesa: Gatineau, Longueuil (23 gol subiti)
- Peggior difesa: Montréal-Nord (56 gol subiti)
- Miglior differenza reti: Longueuil (+26)
- Peggior differenza reti: Montréal-Nord (-30)

### Individuali

#### Classifica marcatori
| Gol | Rigori |  | Giocatore        | Squadra                 |
| --- | ------ |  | ---------------- | ----------------------- |
| 15  |        |  | Frederico Moojen | L'Assomption-Lanaudière |
| 14  |        |  | Wassym Amara     | Mont-Royal Outremont    |
| 13  |        |  | Dex Kaniki       | Longueuil               |
| 8   |        |  | Maxime Daigle    | Gatineau                |
| 8   |        |  | Pascal Aoun      | Mont-Royal Outremont    |